# Universidad de Karachi
La Universidad de Karachi (Urdu: جامعہ كراچى), o KU, es una universidad pública situada en Karachi, Pakistán. Más de 24 000 personas estudian en el campus. Según la Comisión de Educación Superior de Pakistán, se encuentra entre las tres mejores universidades del país.

## Campus
El campus de la universidad se extiende sobre 5.18 km² de tierra, y se sitúa a 12 kilómetros del centro de Karachi. Sobre el cuatro por ciento de los estudiantes son extranjeros que vienen de 23 países diferentes, de regiones tan diversas como Asia Central, Asia del Sur, Oriente Medio y Europa.

## Biblioteca
La biblioteca Dr. Mahmud Hussain es una estructura de cinco pisos que contiene más de 400 000 volúmenes, algunos de los cuales datan del siglo XVII. La biblioteca es también la sede de la colección personal de libros de Muhammad Ali Jinnah, fundador de Pakistán. Existe un sistema de préstamo con otras entidades académicas del área de Karachi. Una biblioteca digital permite a los alumnos acceder a libros y periódicos en línea. 25 bibliotecarios, 10 asistentes de bibliotecarios, y alrededor de 90 empleados no profesionales ayudan a mantener la biblioteca. El edificio incluye seis salas de lectura y seis para investigación.
La biblioteca central se estableció en 1952, al mismo tiempo que la universidad. Más tarde se trasladó al edificio actual, construido en 1964. Anteriormente llamada la Biblioteca de la Universidad de Karachi, cambió su nombre a Biblioteca Dr. Mahmud Hussain por una resolución unánima del Sindicato de la Universidad de Karachi el 12 de abril de 1976, el primer aniversario de la muerte del profesor Mahmud Hussain Khan.